# Мануел Фетнер
Мануел Фетнер ски-скакач је из Аустрије. Најбољи резултат у Светском купу му је треће место остварено на скакаоници у Оберстдорфу 29. децембра 2010. године, најбољи екипни резултати су му два друга места из Кусама (30. новембар 2012) и летаонице на Планици (21. марта 2015). На Светском првенству 2013. године које је одржано у Предацу у Италији освојио је бронзану медаљу у екипном такмичењу на великој скакаоници .